# Manio Curio Dentato
Manio Curio Dentato (in latino Manius Curius Dentatus; 330 a.C. – 270 a.C.) fu un console della Roma antica di origine plebea, famoso per aver messo fine alle guerre sannitiche e per la realizzazione di opere idrauliche.

## Biografia
Manio Curio Dentato è stato il più celebre fra i Curii. Il suo cognome (Dentatus) pare derivi dal fatto che, appena nato, egli avesse già i denti sviluppati in bocca. Viene varie volte definito da Cicerone "homo novus" per le sue umili origini; sembra infatti che sia stato di discendenza sabina.
Il primo incarico che assunse fu quello di tribuno della plebe, forse nel 299 a.C., ma la data non è certa. Durante il suo mandato si oppose strenuamente al console Appio Claudio Cieco che, non rispettando la legge, aveva deciso di non considerare i voti dei plebei.
Fu poi eletto console nel 290 a.C. insieme a Publio Cornelio Rufino e, in quello stesso anno, combatté e vinse la Terza guerra sannitica contro i Sanniti e i loro alleati, ponendo fine ad una guerra che durava da ben 49 anni.
Questo gli procurò un grande trionfo; inoltre, a distanza di pochissimo tempo, ottenne un secondo importante successo sottomettendo definitivamente i Sabini, che da molti anni erano una costante minaccia per la sicurezza di Roma. Alla fine di questa guerra i Sabini ebbero la cittadinanza romana, ma non il diritto di voto, e gran parte dei loro territori fu spartita tra il popolo di Roma.
Nel 284 a.C. fu eletto pretore suffectus in seguito alla morte di Lucio Cecilio Metello Dentro, ucciso dai Senoni. Dentato mandò subito loro un'ambasceria per trattare la restituzione degli ostaggi, ma i legati furono uccisi; decise allora di muovere guerra contro i nemici e in quello stesso anno li sconfisse, annettendo i loro territori fino oltre a Rimini e fondando Senigallia.
Nel 275 a.C. fu console per la seconda volta e sconfisse l'esercito di Pirro nella battaglia di Benevento (a quel tempo Maleventum, ribattezzata dopo questa vittoria Beneventum), costringendo il sovrano greco ad abbandonare definitivamente l'Italia. I festeggiamenti per questa battaglia, vinta con estrema abilità, furono i più incredibili che Roma avesse mai visto, anche perché sfilarono in trionfo all'interno della città quattro elefanti sottratti a Pirro, animali sconosciuti all'epoca.
Manio Curio Dentato, però, si sottrasse alle onorificenze pubbliche e all'acclamazione della folla, dato che era completamente disinteressato all'essere famoso. Proprio per questo fu da tutti riconosciuto come il prototipo dell'antico romano: invincibile, incorruttibile e non interessato al potere.

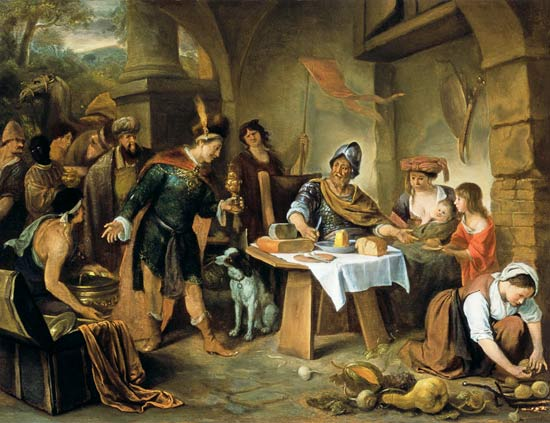
Manio Curio Dentato e gli ambasciatori sanniti di Jan Steen.

L'anno seguente, durante il suo terzo consolato, sconfisse i Lucani e celebrò un meritato trionfo. Dopo ciò si ritirò nella sua fattoria a condurre una vita dedicata alle attività agricole, ma sempre pronto a rispondere alla chiamata dello Stato in caso di necessità.
Si racconta che alcuni ambasciatori dei Sanniti, incaricati di consegnargli oro e regali preziosi per la sua vittoria, lo trovarono intento a lavorare in un campo e, quando gli porsero i doni, lui li rifiutò. Sono descritti moltissimi altri esempi della sua probità: uno fra tutti quando, alla spartizione dei territori dopo la vittoria sui Sabini, lui volle ricevere come ricompensa la stessa quantità di terreno decretata per gli altri cittadini.
Nel 272 a.C. fu richiamato dalla campagna perché era stato eletto censore.
Durante questo mandato iniziò la costruzione del secondo acquedotto di Roma, l’Anio Vetus, che doveva portare le acque del fiume Aniene nella città. Quest'opera fu finanziata utilizzando il bottino di guerra della vittoria contro Pirro, ma purtroppo Manio Curio Dentato morì prima di vederlo compiuto.
Nel 271 a.C. ordinò la costruzione di un canale (il Cavo Curiano) per far defluire le acque stagnanti del fiume Velino, che rendevano paludosa e malsana la Piana di Rieti, in direzione del salto naturale di Marmore: da lì l'acqua precipitava direttamente nel fiume Nera, affluente del Tevere. Con questa costruzione rese coltivabili tutte le paludi che circondavano la città.

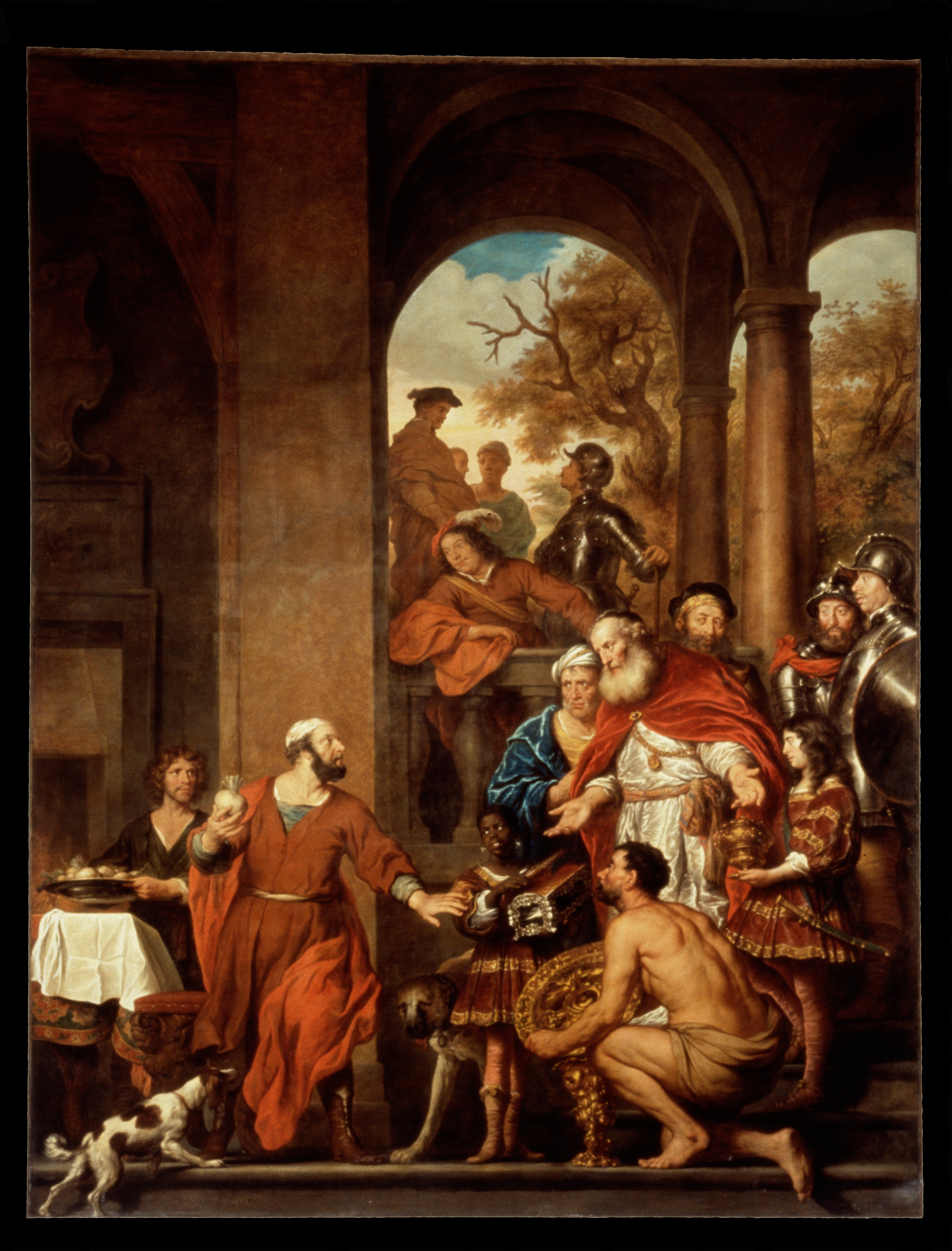
L'incorruttibile Manio Curio Dentato di Govert Flinck (1656)

Manio Curio Dentato fu amico di molti personaggi illustri del suo tempo. Scrisse anche alcuni testi, ma fu soprattutto il soggetto delle opere di moltissimi scrittori e storici. Per secoli dopo la sua morte (avvenuta nel 270 a.C. mentre sovrintendeva ai lavori per la costruzione dell'acquedotto) si raccontarono le sue imprese militari e si elogiò la sua rettitudine morale, additandola come esempio per tutti i Romani.